# Râșnov
Râșnov oder Rîșnov [ˈrɨʃnov] (deutsch Rosenau, siebenbürgisch-sächsisch Ruusenåå, ungarisch Barcarozsnyó) ist eine Kleinstadt im Kreis Brașov in der Region Siebenbürgen in Rumänien.

## Geographische Lage

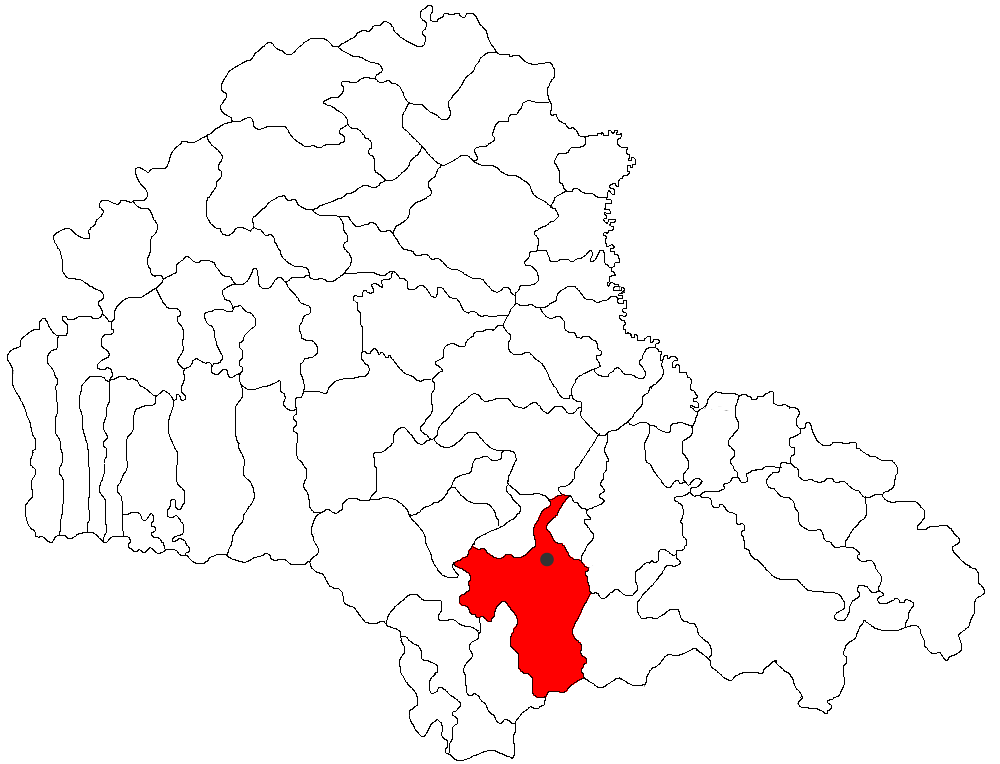
Râșnov im Kreis Brașov

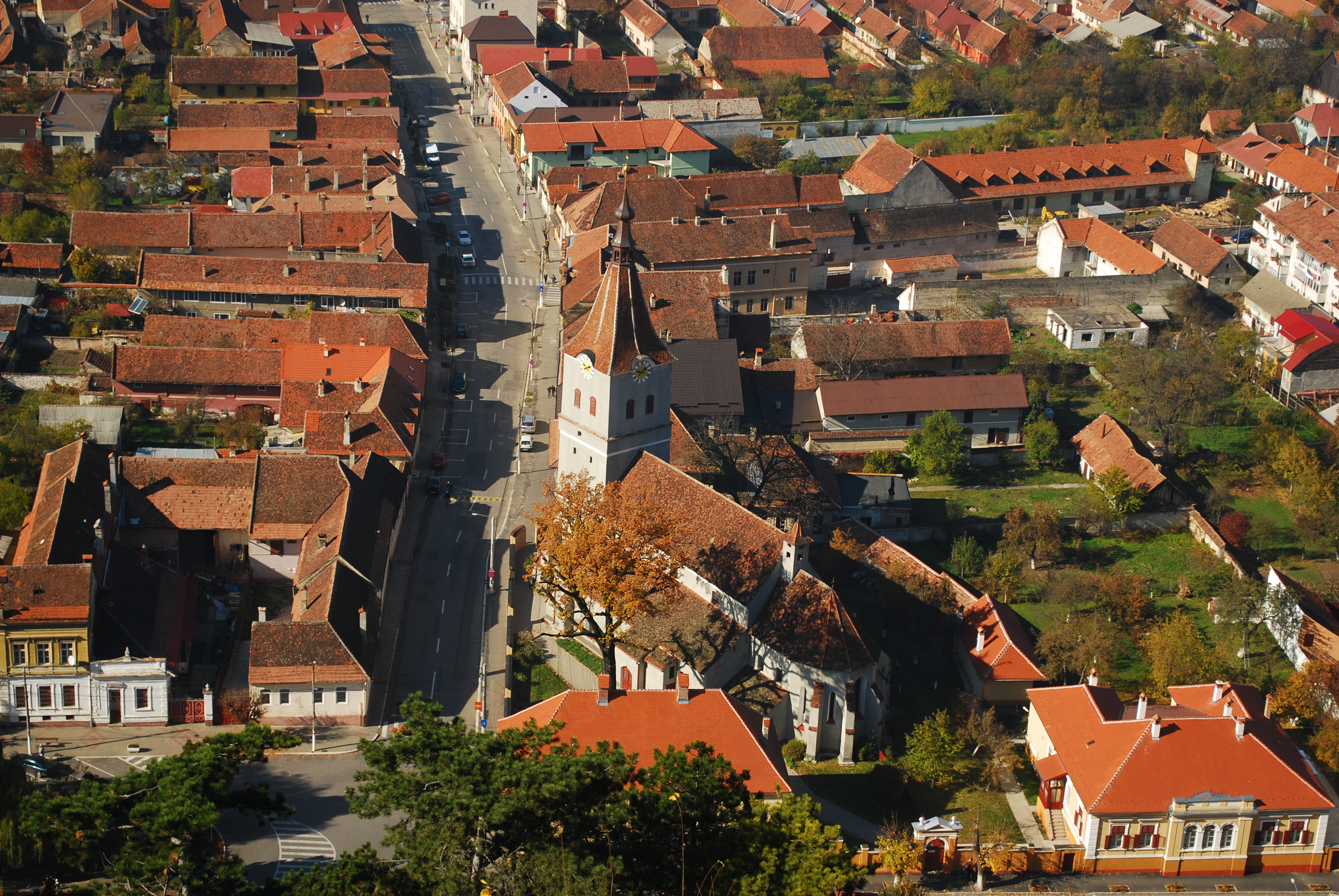
Blick auf die Stadt und Kirche

Râșnov liegt im Südosten Siebenbürgens am Bach Ghimbășel – einem linken Nebenfluss des Olt (Alt) – östlich vom Piatra-Craiului-Gebirge (Königssteingebirge) und westlich vom Postăvarul-Gebirge (Schuler), in der Mitte des Burzenlandes. An der Europastraße 574 und der Bahnstrecke Brașov–Zărnești gelegen, befindet sich Râșnov etwa 18 Kilometer südwestlich von der Kreishauptstadt Brașov (Kronstadt) entfernt. Die Kleinstadt liegt etwa auf halber Strecke zwischen der Stadt Brașov und der Gemeinde Bran (Törzburg).

## Geschichte
Das Gebiet von Râșnov war schon mindestens seit römischer Zeit besiedelt. Im zweiten Jahrhundert errichteten die Römer dort das Kastell Cumidava. Rosenau selbst wurde vom Deutschen Orden etwa um 1225 gegründet (mehr zum historischen Umfeld siehe hier), und erstmals 1331 urkundlich erwähnt. 1950 wurde Râșnov zur Stadt ernannt.

## Bevölkerung
| 1850 | 4094   | 1935   | 13  | 1768 | 378             |
| 1920 | 4876   | 2995   | 136 | 1744 | 1               |
| 1941 | 5732   | 3856   | 102 | 1750 | 24              |
| 1966 | 9589   | 7504   | 465 | 1601 | 19              |
| 1977 | 13.792 | 11.715 | 539 | 1498 | 40              |
| 1992 | 16.384 | 15.494 | 444 | 421  | 25              |
| 2002 | 15.456 | 14.929 | 332 | 155  | 40              |
| 2011 | 15.022 | 13.458 | 200 | 100  | 1264 (268 Roma) |
| 2021 | 15.920 | 13.843 | 129 | 77   | 1871 (36 Roma)  |

Seit der offiziellen Erhebung von 1850 wurde in Râșnov die höchste Einwohnerzahl, und die der Rumänen, 1992 registriert. Die höchste Bevölkerungszahl der Siebenbürger Sachsen (1848) wurde 1880 und 1900, die der Magyaren 1977 und die der Roma (378) 1850 ermittelt. Des Weiteren wurden bei fast jeder Aufnahme Ukrainer, Serben und Slowaken registriert.

## Sehenswürdigkeiten

### Bauernburg
(Lage) Erwähnenswert ist die Bauernburg, welche zahlreiche Häuser, Stallungen und eine kleine Kirche beherbergte. Sie wurde im 14. Jahrhundert über dem Ort auf einem Kalkfelsen erbaut. Die Burg wurde nur einmal eingenommen, und zwar von Gabriel Báthory um 1600. Aus dem Hof eines Wirtshauses am Marktplatz führt ein steiler Pfad auf die Bauernburg. Vom Zentrum fährt auch ein moderner Schrägseilaufzug hinauf zur Burg.
Für den zwischen 1623 und 1640 auf der Burg gebohrten, 80 Klafter (etwa 140 Meter) tiefen Burgbrunnen besagt eine Legende, dass für seinen Bau 17 Jahre nötig waren und dass er von zwei gefangenen türkischen Soldaten errichtet wurde. Für den Bau des Brunnens wurde den Gefangenen die Befreiung versprochen. Der Brunnen wurde bis 1850 benutzt und wegen eines Radbruches aufgegeben. Die Burg steht unter Denkmalschutz.
Im Wald neben der Bauernburg eröffnete 2015 ein Dino-Park mit etwa 50 lebensechten Exponaten, die in Deutschland hergestellt wurden.

### Evangelische Kirche
(Lage) Die Kirche wurde im 13. Jahrhundert errichtet und mehrmals umgebaut. Die Deckenfresken stammen aus dem 16. Jahrhundert. Die Kirche war auch nie befestigt, da sich die Bewohner Rosenaus bei Gefahr auf die Bauernburg flüchteten. Die Kirche und deren Anwesen stehen unter Denkmalschutz.

### Orthodoxe Kirche
(Lage) Die Sf. Nicolae Kirche, eine der ältesten orthodoxen Kirchen im Südosten Siebenbürgens mit Fresken aus dem 17. Jahrhundert, wurde erstmals 1384 erwähnt. Im 18. Jahrhundert wurde sie erneuert. Sie steht heute unter Denkmalschutz.

### Skisprungschanze

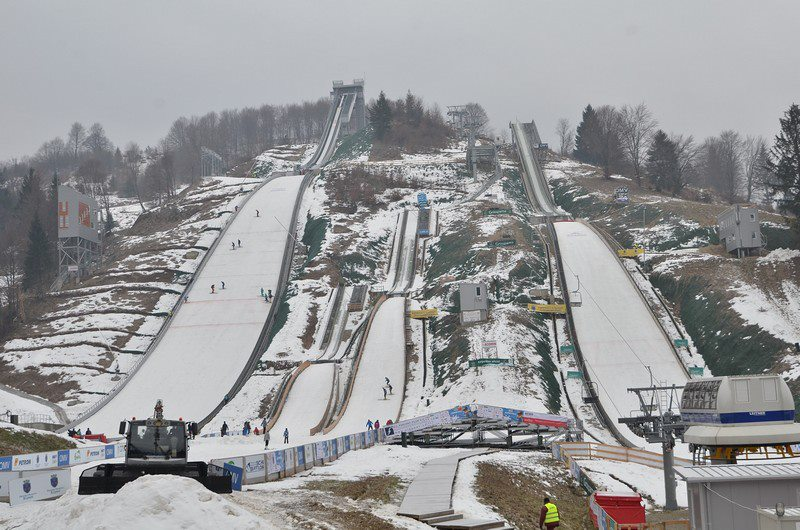
Skisprungschanze „Trambulina Valea Cărbunării“

Die vier Skisprungschanzen der Trambulina Valea Cărbunării, 15 Meter, 35 Meter, 64 Meter und 90 Meter, wurden 2012 errichtet und am 14. November eingeweiht. Anfang 2013 fand hier das Europäische Olympische Winter-Jugendfestival 2013 (Festivalul Olimpic al Tineretului European) in Rumänien statt.

### Ausflugsziele
Weitere Ausflugsziele in der Umgebung sind u. a. das Schloss Bran, der Nationalpark im Piatra-Craiului-Gebirge (Königsteingebirge) sowie das Prahovatal mit den Kurorten in Predeal und in Sinaia. Zum  390 m höheren Wintersportort Poiana Brașov (Schulerau) führt ab unterhalb der Bauernburg eine 12 Kilometer lange Asphaltstraße.

## Persönlichkeiten
- Hans Bergel (1925–2022), Schriftsteller und Journalist
- Erich Bergel (1930–1998), Dirigent